# Werner Jacobi (Erfinder)
Werner Jacobi (* 31. März 1904 in Fulda; † wahrscheinlich 3. Mai 1985 vermutlich in München) war ein deutscher Physiker und Erfinder.

## Leben und Werk
Jacobi studierte Maschinenbau an der Technischen Hochschule München und dann Physik an der Universität München. In seiner zunächst von Wilhelm Wien und nach dessen Tod von Eduard Rüchardt betreuten Dissertation beschäftigte er sich mit den Ladungen der Quecksilberatome im Kanalstrahl. Mit dieser Arbeit wurde er 1929 zum Dr. phil. promoviert.
Am 4. November 1929 trat Jacobi in die Siemens & Halske AG ein. Er arbeitete im Siemens-Röhrenwerk in Berlin, wo er 1934 Laborvorstand wurde und schnell weiter aufstieg. So wurde er 1935 Beamter, 1937 Oberingenieur und 1938 Handlungsbevollmächtigter. Kurz nach seiner Ernennung zum Kollektiv-Prokuristen wurde er 1941 ins Wernerwerk für Funktechnik nach Wien versetzt, wo er 1944 Abteilungsdirektor wurde. 1949 kurzzeitig im Wernerwerk für Radiotechnik tätig, ging er dann ans Wernerwerk nach Erlangen. In diese Zeit fällt auch eine der bedeutendsten seiner über 100 Erfindungen, der am 15. April 1949 zum Patent angemeldete „Halbleiterverstärker“. Diese aus fünf Transistoren bestehende Schaltung auf einem als Trägermaterial dienenden Halbleiter darf als erster integrierter Schaltkreis bezeichnet werden. Sie blieb allerdings weitgehend unbekannt und wurde nicht kommerziell verwertet.
Von 1946 bis 1956 war Jacobi maßgeblich am Aufbau der Siemens Röhrenfabriken beteiligt und wurde dann Gesamtleiter des Werkes für Röhren. Nachdem er 1962 zum Generalbevollmächtigten ernannt worden war, trat er 1969 in den Ruhestand. Bis zu seinem 68. Geburtstag stand er der Leitung des Unternehmensbereiches Bauelemente noch für Fragen zur Verfügung, dann schied er gänzlich aus dem Unternehmen aus.
Die Technische Hochschule Wien verlieh ihm 1972 den Titel eines Ehrendoktors der Technischen Wissenschaften „in Würdigung seiner besonderen Leistungen als Wissenschaftler und Erfinder auf dem Gebiete der elektronischen Bauelemente und der elektronischen Schaltungstechnik“.
Oft wird auch der britische Elektronikingenieur Geoffrey Dummer als Erfinder des IC bezeichnet, obwohl er seine Arbeit erst 3 Jahre nach der Siemens-Patentanmeldung veröffentlichte.